# Вестфалия

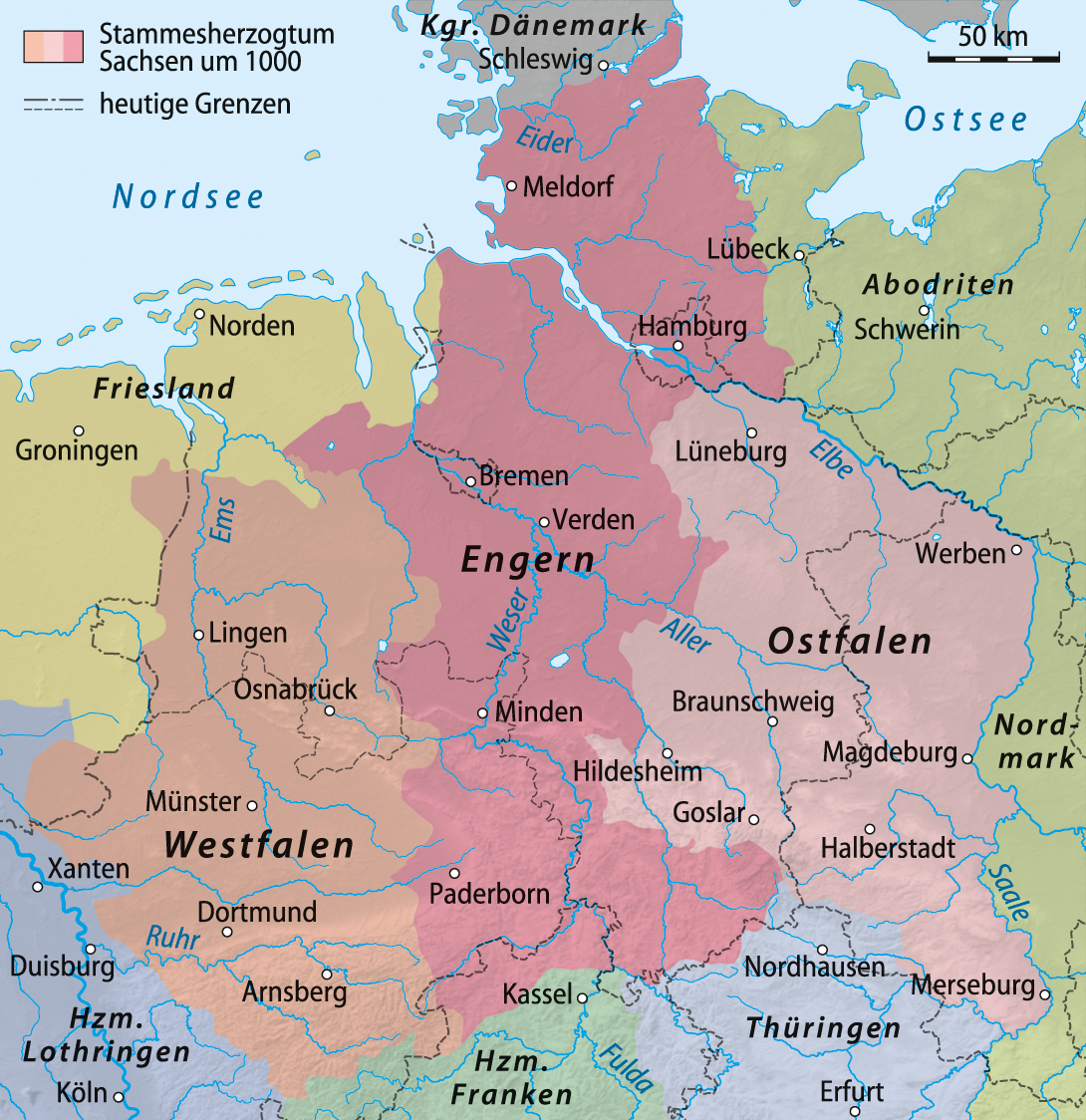
Расположение Вестфалии в западной части Саксонии

Вестфа́лия (нем. Westfalen) — историческая область в Западной Европе в междуречье рек Рейн и Везер. В настоящее время образует немецкую федеральную землю Северный Рейн-Вестфалия и включает в себя округи Арнсберг, Детмольд и Мюнстер.

## География
Вестфалия связана регионом нижнего (северного) Рейна при впадении в него Рура. Ландшафт равнинный. Вестфалия включает в себя Рурский бассейн. Исторически на востоке земли Вестфалии доходили до нижней Эльбы (хотя между Везером и Эльбой располагалась также Остфалия). К западу от Вестфалии располагалась Лотарингия. На юге: Гессен и ранее Франкония. От Северного моря Вестфалию отделяли Нидерланды и ранее Фризия.

## История

На землях Вестфалии в эпоху раннего Средневековья располагалось племенное объединение саксов (Саксония)

На территории Вестфалии располагался знаменитый буковый Тевтобургский Лес, где в 9 году н.э германское ополчение под предводительством Арминия нанесло поражение вторгшемуся римскому войску. Впоследствии эти земли вошли в состав племенного герцогства Саксония.  В 772 году франкский император Карл Великий после совещания во франконском Вормсе вторгся на территорию Вестфалии, начав Саксонские войны. Языческое капище Ирминсуль было разорено, саксы изъявили покорность. Однако в 782 году произошло Сражение при Зюнтеле, где саксы одержали верх над франками. Разъяренный Карл Великий устроил верденскую резню над старейшинами саксов-вестфалов. Затем последовало сражение на Хазе.
После раздела империи Карла Великого в 843 году герцогство Саксония вошло в состав Восточно-Франкского государства. При Генрихе I Птицелове (муж Матильды Вестфальской) саксонская династия (остфалы) смогла возглавить Королевство Германия. Впоследствии саксонская и франконская династии боролись за гегемонию над Германией, которая превратилась в Священную Римскую империю c центром в Ахене. В 1127 году при поддержке франконских баронов германскую корону получили швабские Гогенштауфены. После прихода к власти короля Фридриха Барбароссы герцогство Саксония в 1180 году было упразднено, а в его западной части образовалось герцогство Вестфалия. 
Сильное влияние на политическую жизнь Вестфалии оказывал архиепископ Кёльна, которому по его статусу и принадлежал титул герцога Вестфалии. 
Наиболее драматические события происходили в Вестфалии в годы Реформации, когда анабаптисты учредили здесь Мюнстерскую коммуну (1534—1535). Во главе сектантов встал Иоанн Лейденский. После подавления коммуны власть в Вестфалии перешла к Мюнстерской епархии во главе с Францем фон Вальдеком. Римский католицизм, в том числе с помощью иезуитов, смог сохранить свое влияние в этой земле.

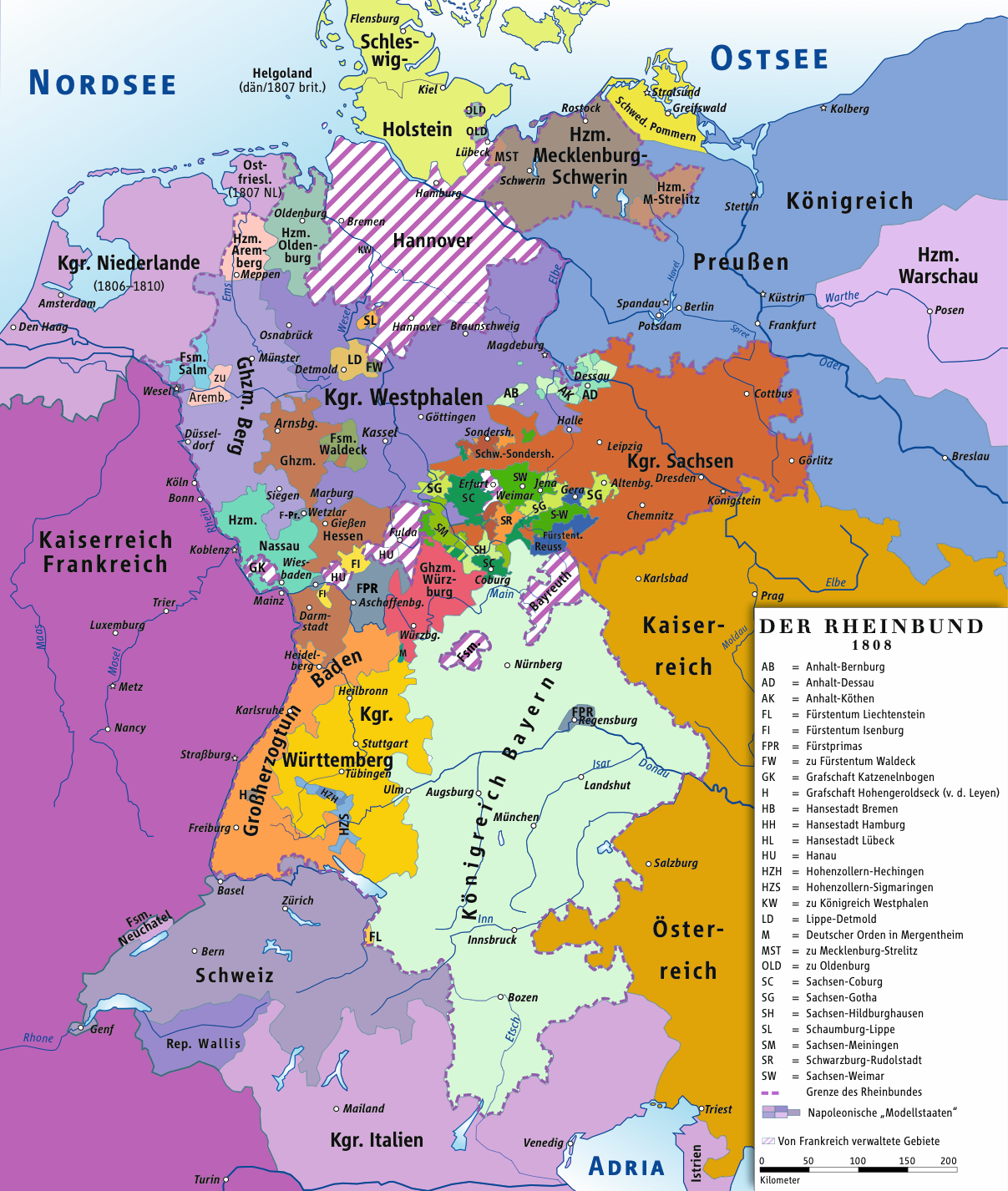
Королевство Вестфалия

В 1648 году в Мюнстере был заключен Вестфальский мир, положивший конец Тридцатилетней войне  между католиками и протестантами.
В 1803 году герцогство Вестфалия было упразднено и присоединено к Гессену.
После нашествия французских войск в 1807 году было учреждено королевство Вестфалия, во главе которого стал Жером Бонапарт. Новый французский доминион стал частью Рейнского союза. Территория Вестфалии дошла до Эльбы (Остфалия) и включала в себя Гессен. Столицей королевства стал Кассель. В Вестфалии была проведена административная реформа по французскому образцу, было произведено освобождение крестьян, а евреи получили равные права. Основу армии составили гессенцы, но на высших командных должностях были французы. Вестфальский корпус под командованием генерала Вандама принял участие в походе Наполеона в Россию в 1812 году, однако он был полностью разгромлен в арьергардном сражении под Лейпцигом.
После разгрома Наполеона Вестфалия в 1815 году входит в состав Пруссии в качестве провинции Вестфалия. 
В годы Третьего Рейха на территории Вестфалии располагался центр войск СС замок Вевельсбург. 
В 1946 учреждается федеральная земля Северный Рейн-Вестфалия со столицей в Дюссельдорфе.

## В астрономии
В честь Вестфалии назван астероид (930) Вестфалия, открытый в 1920 году немецким астрономом Вальтером Бааде, уроженцем Вестфалии